# 地政学
地政学（ちせいがく、独: Geopolitik）は、国際政治を考察するにあたって、その地理的条件を重視する学問である。
19世紀から20世紀初期にかけて形成された伝統的地政学は国家有機体説と環境決定論を理論的基盤とし、ドイツ・イギリス・日本・アメリカ合衆国などにおいて、自国の利益を拡張するための方法論的道具として用いられてきた。第二次世界大戦後の国際社会において、地政学という言葉はナチス・ドイツの侵略行為との結びつきから忌避されてきたが、しばしば著述家により「自らの著作に一種の荒っぽい格を付与させる」短縮表現として用いられることがある。
1980年代以降に勃興した批判地政学は、地理に関する政治的言説そのものを研究対象とする学問であり、ある空間に対する政治的イメージがいかに構築されるかについて論ずる。

## 呼称
日本語の「地政学」という用語は、ドイツ語「ゲオポリティク（Geopolitik）」の翻訳語として導入されたものである。この用語は、1899年にスウェーデンの国家学者・政治家であるルドルフ・チェレーンにより提唱された。チェレーンは当初、ゲオポリティクの語をラッツェルの政治地理学と同義で用いたが、後に「政治地理学が人類の居住地としての地球を他の性質との関係において研究するのに対して、地政学は国家の体躯として領土を扱う」ものであると規定した。
1930年代前半ごろまで、「ゲオポリティク」の訳語としては「地政学」と「地政治学」の2つが主だって用いられていたが、両語が並立していた背景には、ゲオポリティクの学問的性質に関する当時の齟齬があったと考えられている。すなわち、地政学を地理学の一部とみなし、「地理政治学」の短縮語として「地政学」を用いようとする研究者と、地政学を政治学の一部とみなし、「地政治学」を用いようとする研究者の対立である。とはいえ、十五年戦争期、国内の地理学者がゲオポリティクの実践的側面に着目し、地理学の一部として、極端な場合には地理学のありかたそのものとして「地政学」を推挙し、著作や学術団体の名称として積極的に「地政学」を用いたことにより、「地政学」の訳語は定着し、「地政治学」の語は1941年を境にほとんど使われなくなった。しかし、1940年代以降においても、「地政学」の訳語が完全に定着していたわけではなく、1941年にゲオポリティクが「普遍性を持たない一種の技術論」であるとして、新しく「地政論」の訳語を挙げた木内信蔵などの人物も存在した。
山﨑孝史は、批判地政学における英語「Geopolitics」は、「地政治」と訳すのが適切であると主張している。同様に、高木彰彦は「ジオポリティクス」の語は「geography（地理/地理学）」、「politics（政治/政治学）」といった言葉と同様、世界や国際情勢の見方や捉え方を意味する場合には「地政学」、実践的ないし政策的な意味合いで使われる場合には「地政治」と訳しわけることを提唱している。

## 歴史

### 伝統地政学の誕生
| フリードリヒ・ラッツェル |  | ルドルフ・チェレーン |
| フリードリヒ・ラッツェル |  | ルドルフ・チェレーン |

伝統地政学の理論的基盤を用意したのは、地理学者のフリードリヒ・ラッツェルであると考えられている。生物学者でもあった彼は、進化論の枠組みを国家においても適用し、諸国家は自らの「生存圏」を拡張しようとする生物的本性を有しているとする、国家有機体説を唱えた。ラッツェルは、国家の成長の基礎は地理的基礎の領土に規定されると考え、次の7原則を唱えた。
国家は成長ないし衰退する有機体であり、環境に応じて版図を広げていくとするこの学説は、統一および植民地獲得によって特徴づけられる、当時のドイツの歴史を色濃く反映するものであった。
「地政学」（独: Geopolitik）の用語は、1899年にスウェーデンの国家学者・政治家であるルドルフ・チェレーンにより提唱された。彼は、ラッツェルの有機体的な国家観を踏襲しながら、有機体としての国家の行動を分析するシステムについて思索を深めた。チェレーンは、国家の本質は法律的要素と勢力的要素から成り立っていると考え、国内においては国家の法的な側面を重視するべきであるのに対して、対外的には国家を領土を肉体、国民を精神とする生命体であると定義する、有機体的な国家概念を強調するべきだと主張した。

### 英語圏伝統地理学の発達
| ハルフォード・マッキンダー |  | アルフレッド・マハン |
| ハルフォード・マッキンダー |  | アルフレッド・マハン |

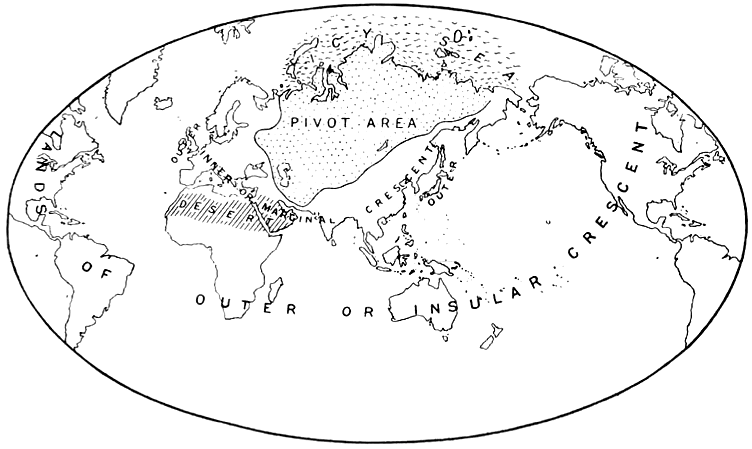
1904年にマッキンダーが唱えた「ハートランド」の模式図

アメリカの海軍士官・歴史家であったアルフレッド・マハンは、1890年に『海上権力史論』を発表し、「シーパワー」の概念を唱えた。彼は、国家権力の決定的要因は海軍力をはじめとした海上権力(シーパワー)を持つ勢力によって決定されると考えた。マハンは、国家の地理的位置・自然的形態・領土の範囲・住民の数・国民性・政府の計画の6条件がシーパワーに影響すると主張し、米国はシーパワーたるべきであると説いた。
イギリスの地理学者・政治家であるハルフォード・マッキンダーは、1904年に「ハートランド」の概念を唱えたことから、英米圏地政学の祖として位置づけられている。マッキンダーは世界を「ハートランド」「外部弧状地域」「内部弧状地域」に区分し、コロンブス以前のヨーロッパはユーラシア大陸中央部（ハートランド）を拠点とする騎馬民族に蹂躙されていたと述べた。マッキンダーいわく、新大陸発見により、ヨーロッパ人が世界の海洋に進出するようになると、シーパワーがランドパワーを優越する時代が到来した。彼は、19世紀後半以降、鉄道の発達にともない、再びランドパワーが優位に経とうとしているが、シーパワー国家であるイギリスはこの変化に対応できておらず、ハートランドを占拠する勢力であるドイツとロシアが同盟することを阻止しなければならないと主張した。
1919年の『デモクラシーの理想と現実』においてもマッキンダーは「東欧を支配するものはハートランドを制し、ハートランドを支配する者は世界島を制し、世界島を支配する者は世界を制する」と、ハートランドの脅威を強く主張した。彼は、第一次世界大戦後の東欧に緩衝国家群を作ろうと尽力したが、これは実現しなかった。1907年の「帝国的に考えること」における、「私たちの目的は、すべての人々が帝国的に考えられる、つまり、世界大に広がる空間で考えるようになることです」という主張に象徴されるように、マッキンダーの関心は、マクロ的な地理観をもって、世界における大英帝国の地位を守ることにあった。

### 戦中の英語圏地政学

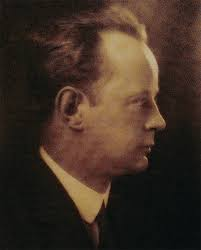
ニコラス・スパイクマン(1893 - 1943)

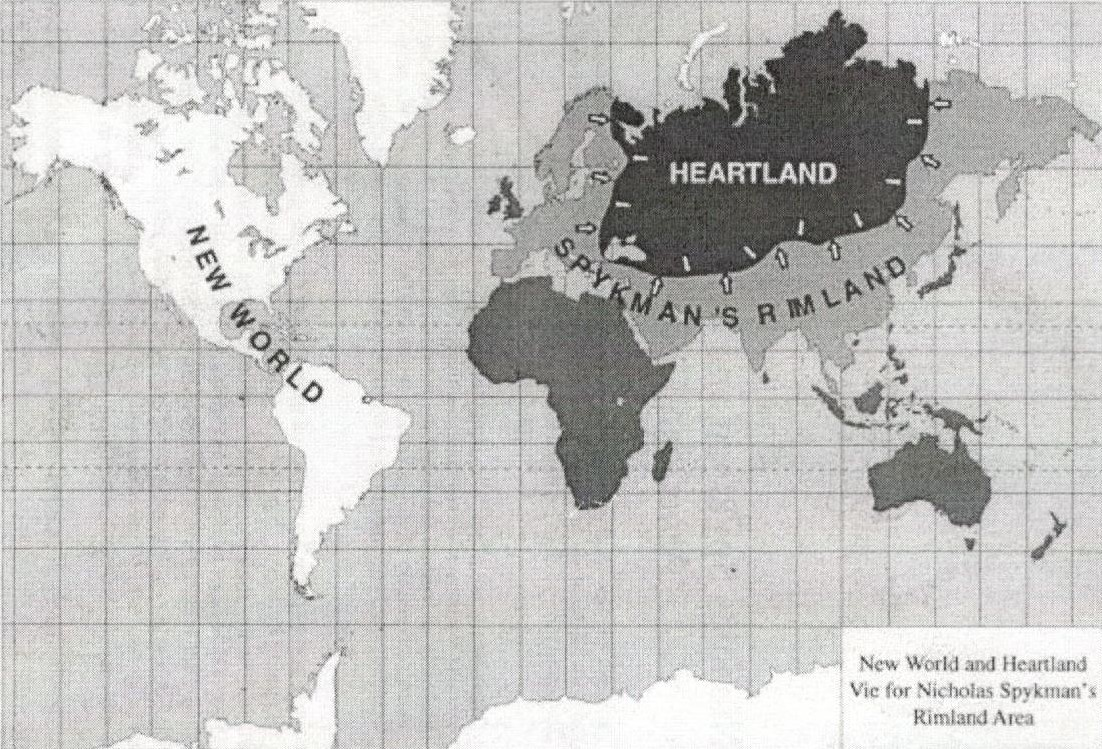
リムランドの模式図

ヴェルサイユ条約における国境制定に関わったイザイア・ボウマンは1921年に『新世界：政治地理学における問題』を上梓し、「主観的」なドイツ地政学とは異なる、実証的、客観的、非イデオロギー的な科学としての地理学を米国のエリートは学ばなければならないと主張した。しかし、この著作についても米国中心的な視点から描かれたものであることが指摘されており、この視点では普遍的価値感を代表する米国が、他国を支配することは合理的な行為であるとみなされる。両者の地理学は、①ラッツェルの思想を理論的骨組みとしていること、②他者からは文字通り一線を画した自国という場所から世界を観察していること、③類似した観察方法を有し、結論の差異は学術的方法よりもむしろ歴史的地理的視座の差にほかならないという3つの点において類似点を見出すことができ、ボウマンは本人の意に反して「アメリカのハウスホーファー」と呼ばれることもあった。第二次世界大戦期、フランクリン・ルーズベルトのアドバイザーとして重用されたボウマンは、国際連合の創設にも携わったが、国連本部がニューヨークに立地されたことは、ボウマンのような地理学者が、より普遍的なものを代弁しつつ、一方ではアメリカの国益を促進するような動きを展開していたことを示唆する。
20世紀中葉の代表的地政学者としては、ニコラス・スパイクマンがいる。スパイクマンは「国力のみが対外政策の目標を達成できるため、その相対的向上が国家の対外政策の第一目的である」と述べ、国家は勢力均衡を保つためにパワーポリティクスに専念すべきだと考えた。彼はマッキンダーの「ハートランド」「外部弧状地域」「内部弧状地域」のうち後者2つを「リムランド」「沖合」と改称し、ハートランドの拡大を防ぐためにはリムランドへの介入が不可欠であるとした。スパイクマンのこの主張は、アメリカが戦後、孤立主義から、封じ込め政策に代表される介入主義へと、政策の舵を切る理論的基盤となった。

### ハウスホーファーの地政学

第一次世界大戦によりドイツが失った領土

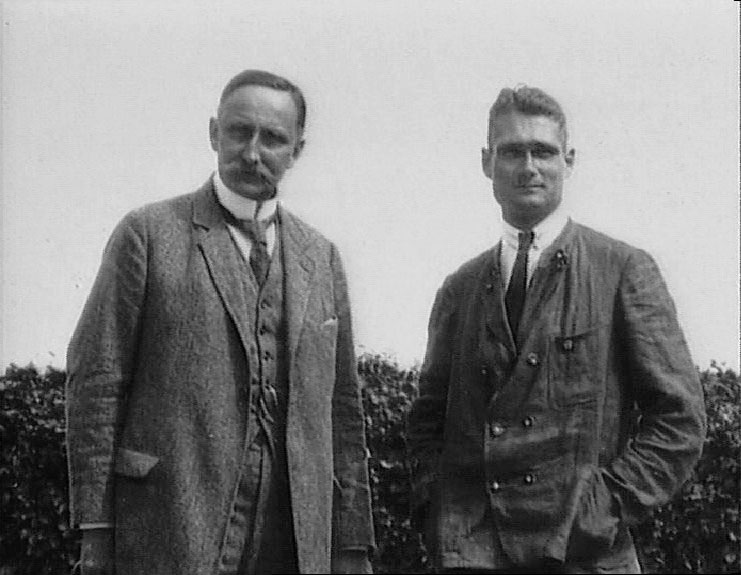
ハウスホーファーとルドルフ・ヘス

第一次世界大戦により、ドイツは全植民地と西部領土・北部領土・北東部領土および南東部領土を喪失した。新しい民主的政府がヴェルサイユ条約に調印せざるをえなかったという事実は、民主主義への訴えを弱め、国内におけるナショナリズムと地政学に対する興味を醸成した。
当時のドイツ地政学の中心人物となったのが、カール・ハウスホーファーである。イギリス人であるマッキンダーがドイツとロシアの連携を危惧したのに対して、ドイツ人であるハウスホーファーは同様の世界観から両国の同盟の必要性を訴えた。新しく誕生した共産主義国家である、ソビエト連邦との密接な協力を積極的に支持するのは不適切とみなされていた時期にあって、彼はソ連・日本との密接な協力により、ユーラシア大陸を横断する政治的ブロックを作り上げることこそが、大国としてのドイツを再興するための最良の手段であると主張した。
ハウスホーファーはルドルフ・ヘスと親交を深め、「国境を越えたドイツ人の生存のために働く」ためナチスに積極的に協力した。総統アドルフ・ヒトラーは、ハウスホーファーの思想から「生存圏」の概念を援用し、第三帝国が領土を拡張することの理論的根拠とした。しかし、人種主義に重きを置かない彼の思想は、1930年代にはすでに求心力を失っており、ヒトラーの政策とハウスホーファーの地政学は、独ソ戦が開戦される1941年には、食い違うものになっていた。ハウスホーファーはドイツの降伏後、占領軍による尋問を受けたものの起訴はされず、1946年に妻とともに服毒自殺した。
フレデリック・ソンダーン（Frederic Sondern）が1941年に、『リーダーズ・ダイジェスト』において「千人ものナチ科学者」を擁する「地政学研究所」がミュンヘンにあるという、事実ではない主張を展開したことに代表されるように、戦争中の英米における刊行物において、ハウスホーファーはナチスの政治戦略に事実以上に強い影響力をもたらしている人物として描写された。地政学とナチスの強い結びつきに関する言説は、アメリカやソ連をはじめとする他の国々の地理学者の多くに、この用語を使うことをためらわせた。

### 「地政学」の復活
冷戦期のアメリカにおいては、地政学的視点が実際の政治と結びつく形で、政治家や外交・軍事政策アドバイザーに継承された。アメリカが戦後の世界大国としてその役割を発展させはじめるにつれて、外交・軍事戦略論の文脈から、アメリカの行為を導き正当化するような地政学的世界観が生み出された。
1980年前後になると、「地政学」という言葉は再び広く用いられるようになる。この一因として、ヘンリー・キッシンジャーが「地政学的（geopolitical）」という用語を多用したことが挙げられる。コリン・グレイをはじめとする知識人は地政学立場より、勢力をユーラシア大陸全体に延ばそうとするソ連に対して攻撃的アプローチを取るべきだとジミー・カーターを批判し、この政策はロナルド・レーガン政権において受け入れられた。1980年代中期までには、アメリカにおける「地政学」は、アメリカの権力を維持したいという強い意欲を持った研究者によって主導されるようになり、アメリカが国益を追求する際の合言葉としての役割を持った。
また、この時代には学生運動の影響を受けた若手研究者が政治分野の研究に取り組みだすようになった。彼らは、従来の政治的意識に欠ける研究者を「政治地理学者（英: Political geographers）」に対して自らを「政治的な地理学者（英: political geographers）」と呼んだ。こうした研究者のひとりであったピーター・テイラーは1985年に『世界システムの政治地理』を発刊し、同著において「地政学の再考」を主張した。テイラーは、国家の意思決定は、
という5つの想定をもとにした「地政的コード」に規定されると論じた。テイラーを中心とした「新しい政治地理学」の再興は英語圏を中心に多くの研究者に刺激を与え、「新しい地政学」の潮流を生み出した。

### 批判地政学の誕生

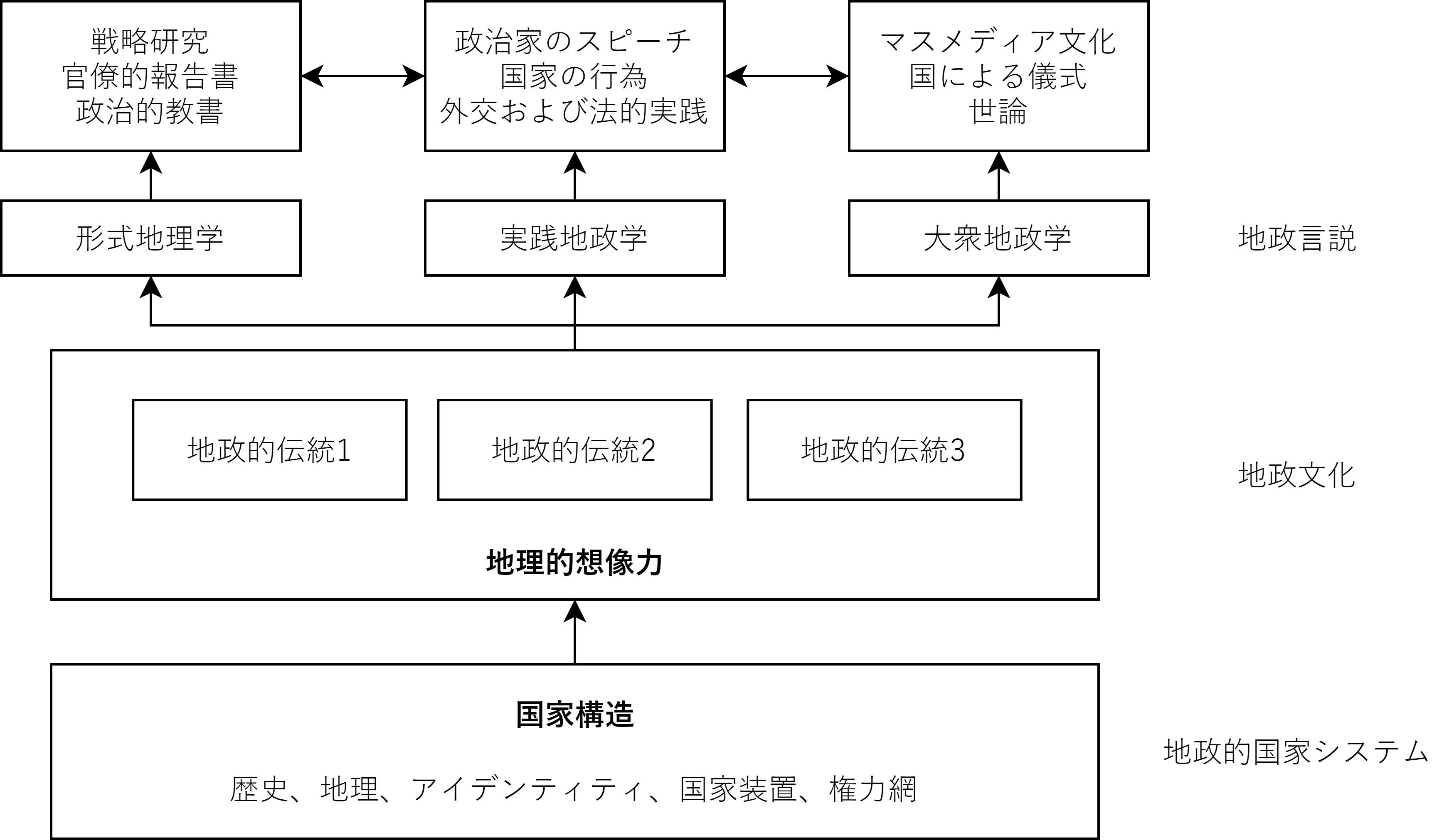
オトゥホールによる地政学の構成の模式図。国家構造におけるエリートの作り出す地政言説は、①指導者や官僚による実践地政学（practical geopolitics）、②戦略集団の形式地政学（formal geopolitics）、③大衆雑誌や小説、映画などに見られる大衆地政学（popular geopolitics）という3つの形で大衆に広がる。

ヘルマン・ファンデアヴステン（Herman van der Wusten）とジョン・オロッコリン（John O'Loughlin）は1986年に「Claiming new territory for a stable peace : how geography can contribute」を発表し、世界システム論を踏まえた空間分析という経験主義的アプローチを基礎としながら、戦争と平和の研究を政治地理学における新しい研究課題として位置づけた。これに対して、ガローゲ・オトゥホールは「経験主義に根ざす道具主義的な問題解決モデルからは既存の社会政治的関係を問うことができない」とオロッコリンらの方法論を批判し、批判理論を導入することで戦争・暴力・平和といった概念の国家的解釈や国家システムそのものを問題化するべきであると論じた。
1990年代のポストモダン的言説は、従来の人文・社会学的知の真実性・客観性を疑問視した。こうした潮流を組む、それまで国際政治において日常的に見いだされてきた地理的諸根拠や、地理的言説・表象といったコンテクストが、既存の支配的な国際政治の政策や実践をどのように正当化するかを明らかにする地政学を「批判地政学」と呼ぶ。オトゥホールとジョン・アグニューは、1992年に『地政学と言説』を発表し、地政学の実践は「客観的で不変の自然環境という地理的現実」に立脚するのではなく、官僚・外交官・外交評論家といった国政に携わる識者が、対象の地域に特定のイメージをもち、国際政治を「特定のタイプの場所や人々やドラマによって特徴づけられた一つの『世界』として表象すること」であるという主張のもと、地政学の再構築に取り組んだ。
1997年の全米地理学者協会年次大会においては、オトゥホールの批判地政学について、①テキストデータに過度に依存し、その他の実証的資料を軽視している、②研究対象が男性・英米人の言説に偏っている、③エリートによる国政術以外の地政言説を軽視している、という3つの批判がなされた。また、2000年代後半からは古典地政学的な観点からの批判地政学批判が展開されはじめた。テレンス・ハバルク（Terrence Haverluk）らは批判地政学の背景には体制変革への志向という政治的意図が存在するとして、「新古典地政学」を提唱した。

## 日本における歴史

### 日本における伝統地政学の受容
日本における地政学の輸入は第一次世界大戦中に始まり、1917年（大正6年）にチェレーンの『欧州戦争と民族主義』、1918年（大正7年）に『現代の八大強国』が邦訳された。彼の主著である『生活形態としての国家』は1925年（大正14年）に藤沢親雄によって紹介され、国家学の新基軸をうちだすものとして評価された。また、飯本信之は同年の地理学評論に「人種争闘の事実と地政学的考察」を連載した。飯本は、当時活発化していた欧米諸国による排日運動に反対し、「人口圧が高い集団はそれにふさわしい生活空間が必要だ」という地政学的主張をもとに移民の正当性を主張した。阿部市五郎は1933年（昭和8年）に『地政治学入門』を出版した。これは日本人による地政学の教科書としては最初のものだった。
1920年代の日本の地政学における議論は、地政学という新しい学問をいかように位置づけるかを主題とするものが主であったが、1930年代に入り、ドイツの地政学者が積極的に翻訳され、日本でも地政学の展開が図られるようになると、それを批判する学者も現れるようになった。小原敬士は1939年（昭和14年）に『社会地理学の基礎問題』を発表し、地政学は国家有機体説と地理的唯物論というすでに否定された学説に依存する疑似科学であり、すでに克服されたはずの両学説が亡霊のように復活しているのは、現在のドイツの社会情勢がそれらを欲しているからだと主張した。

### 戦時期の地政学

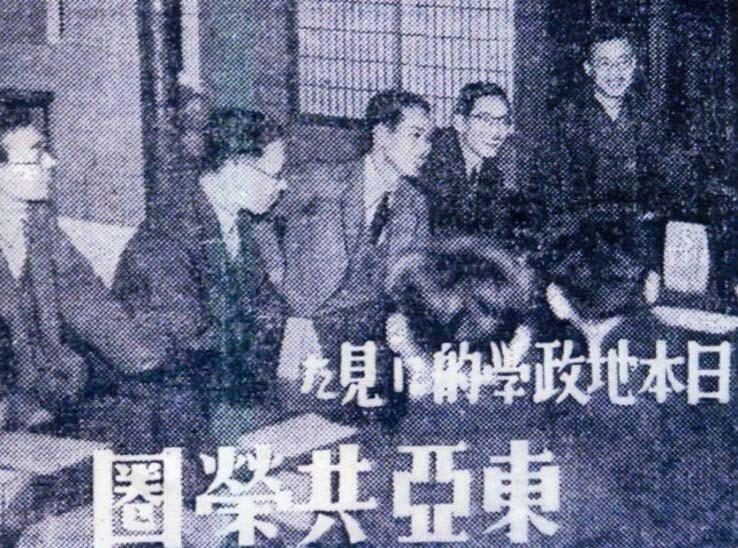
『週刊朝日』編輯部主催の座談会に臨む小牧実繁・室賀信夫ら綜合地理研究会のメンバー（1941年11月）

1930年代後半以降、日本が総力戦体制に入ると、地政学は国策迎合的な運動としての側面を持ち始める。柴田陽一は、いわゆる「南洋」地域と日本を一体の概念として捉えることが、従来の日本の思想の援用だけでは難しかったこと、国内においては1920年代に制度化された、若い学問である地理学が、戦時期において地政学的言説にアイデンティティを求めたことがこの動きの背景にあると述べている。
小牧実繁は陸軍参謀本部の高嶋辰彦の依頼を受け、1938年に総合地理研究会を創設し、地政学の研究を開始した。小牧は1940年に『日本地政学宣言』を上梓し、当時日本に輸入されていたドイツ地政学の思想はヨーロッパ特有の覇道主義に貫かれているとし、それとは異なる、皇道を指導理念とする日本流の独自の地政学を追求しようとした。『日本地政学宣言』をはじめとする彼の著書は7万4500部を売り上げたほか、小牧は大日本言論報国会の理事としても活動した。高木彰彦はこれを指して「地理学エリートによる大衆の扇動」であると評した。
また、飯本信之はみずからが務めていた文部省師範学校中学校高等女学校教員検定試験（文検）の出題仲間や東京大学の同窓生に声をかけ、海軍中将・上田良武を会長として1940年（昭和15年）に日本地政学協会を発足させた。また、彼らは帝国書院より出版されていた文検受験誌『地理歴史教育』を改組して機関紙『地政学』を発刊した。同誌は1942年（昭和17年）から1944年（昭和19年）まで刊行されたが、その内容には、教師向けの地誌学的内容や、地政学概念の解説が多いことに特色がある。同協会の評議員であった江沢譲爾は、地政学の国土計画や自然地理学を重視する側面に関心を持ち、経済地理学の空間概念に地政学の動態的・計画論的側面を取り込もうとした。

### 戦後の地政学批判と地政学史研究
第二次世界大戦の敗戦後、小牧や江沢ら国内の地政学者の多くは公職追放処分にあった。しかし、追放解除後には多くが学界に復帰し、戦後においても影響力を持ち続けた。このことは、国内において地政学がタブー視され、地政学に対する学問的検討や批判すらはばかられる原因となった。この時期の地政学批判は、飯塚浩二によって行われた。飯塚は1947年（昭和22年）に『地政学批判』を上梓し、地政学がロマン主義に彩られた国家有機体説と地理的決定論の形骸にほかならず、「主観的・希望的判断への誘惑から自己を守るために十分に武装していなかった」と述べた。さらに、飯塚は、ハウスホーファーの自殺について「少くともこの『使徒』の生涯にあっては、ゲオポリティクが、その亜流に於けるが如くに、処世のポリティクではなかったことの証拠とみたい」と記述し、「非常時意識の下に我が国で行われた精神乃至思想動員の全過程が、ナチ独逸に於ける如く真理の客観性への挑戦というような苛烈な形にまで突き詰められるどころか、極めて妥協的に『日本古来』の価値体系の強調という単純な線に沿って益々と進められた事実、所謂東亜新秩序の理念として提唱されたところの『八紘一宇』の教義が、家族主義或いは家族国家の理念をそのまま空間的に推しひろげたものに過ぎず、その神話的内容をついに近代の科学用語によって世界に向かって説明することが出来ぬような性質乃至は段階のものとして終わったという事実」についても批判した。
戦前日本の地政学の本格的再検討は、1970年代後半に始まった。この契機になったのは、当時の経済地理学に対して、マルクス主義地理学の観点から、方法論の一部に地政学に類する概念が復活しているという批判がなされたことである 。竹内啓一は「現代的課題として地政学批判を展開するためには、事実の確定と前提作業が必要である」として日本地政学史の研究の嚆矢を放ち、これに触発される形で戦前・戦中における地政学の実態の解明が進んだ。1990年代に入ると冷戦終結によるイデオロギーからの解放、大半の地政学者の逝去、一部の地政学者の回顧録の出版やインタビューへの応答、戦前資料の発見などにより戦前地政学のニュートラルな視点からの再検討がはじまった。たとえば、福嶋依子は、1970年代の研究が同時代の地理学批判に急なあまり、学説それ自体の研究がおろそかになっているという問題意識から、江沢譲爾の学説を再検討した 。2020年（令和2年）現在において、戦前地政学史研究は、単に当時の学説の妥当性や、侵略戦争への加担を批判するだけではなく、そうした言説が生産され、支持されるに至った背景と、その社会的な影響を同時代的な視点から解明しようとしている。

### 地政学ブーム
キッシンジャーによる、国際政治を語る用語としての「地政学」の再興は、日本語圏にも影響を与え、1977年には倉前盛通の『悪の論理―ゲオポリティク（地政学）とは何か』、1980年には『新・悪の論理―変転する超大国のゲオポリティク』といった一般書が出版された。また、2000年代以降には地政学を題した一般書の販売が出版が急増し、「空前の地政学ブーム」というべき状況が起きている。高木彰彦は、奥山真司が2010年に出版した『“悪の論理”で世界は動く! 地政学――日本属国化を狙う中国、捨てる米国』を例に挙げながら、日本で出版される地政学の一般書の多くが1980年代以来の地政学を「悪の論理」とする価値観を受け継いだものであることを指摘し、アカデミックな議論が活発化する欧米の状況とは全く異なることを「例外主義」と呼称した。
香川貴志は2016年の人文地理学会学界展望総説において、「我われ地理学に携わる者の多くは，地域研究や政治地理学における地政学への注目」を知っているが、「地理学研究者は、かつて翼賛的な政策に地理学が地政学を以って加担したという苦々しい過去のことも熟知している」ため、地政学について、社会一般の持つそれとはことなる眼差しを向けざるをえないことを述べつつ、「さりながら、改めて地政学を説明する段になると、多くの地理学研究者が自信を持って語れないのも事実であろう」と語っている。
柴田陽一は、「香川ら多くの地理学者が『過去』を『熟知している』と言いながら、なぜ『翼賛的な政策』に『加担』し、なぜ『社会の潮流に乗り過ぎ』たのかを、ひいてはそもそも地政学それ自体を、ほとんどの地理学者が『語れない』こと」を強く問題視し、『スパイクマン地理学』の訳者・渡邉公太による「多くの日本人が『地政学』に魅了されながらも、実は沙漠の中の蜃気楼のような、実体のない『地政学』という幻覚に惑わされている」という指摘は多くの地理学者にも当てはまるものであるとした。また柴田は、日本地理学会が2018年に承認した「新ビジョン（中期目標）」に「第2次世界大戦において軍事関連研究に意図せず巻き込まれたという不幸な歴史をもっている」という一節があることを指摘し、学会という場においても地政学の正確な歴史が認識されていない現状を変えるためにも、戦前日本の地政学史の研究と、英語圏の新しい地政学の吸収が必要であると訴える。
近藤暁夫は、2010年代にブームとなった地政学本（ポップ地政学と呼称）に掲載されている地図を集め、致命的な間違いが多く疑似科学というよりも反科学と批判、「ポップ地政学人気は地理（学）への関心の
高まりでもある」としつつも「日本地政学の負の歴史を持つ我々が、今更マッキンダーやマハン流の古典地政学を用いて『地政学ブーム』に乗るわけにはいかない」「『何でこんなどうしようもない水準の地図が
載っている本が陸続と出版され、売れるのか』については別途検討・考察が必要」とした。これらには図法の間違い、ロシアが中国東北部を占領、東ドイツの国境が一直線、サイゴン陥落前にホーチミン市に改名済、スイスが永世中立放棄してEU加盟、チェコスロバキアが復活、ヨルダンがイスラエルを併合、東欧や中東の地図がでたらめ、ケニアが北上、竹島が対馬海峡に存在などの事例があった。